# Список объектов всемирного наследия ЮНЕСКО в Эритрее
В спи́ске объе́ктов Всеми́рного насле́дия ЮНЕ́СКО в Эритре́е значится 1 наименование (на 2017 год), это составляет 0,1 % от общего числа (1248 на 2025 год). Объект включён в список по культурным критериям. Кроме этого, по состоянию на 2017 год, 1 объект на территории государства находится в числе кандидатов на включение в список всемирного наследия.
Эритрея ратифицировала Конвенцию об охране всемирного культурного и природного наследия 24 октября 2001 года. Первый объект на территории Эритреи был занесён в список в 2017 году на 41-й сессии Комитета всемирного наследия ЮНЕСКО.

## Список
| # | Изображение | Название | Местоположение     | Время создания | Год внесения в список | №    | Критерии |
| - | ----------- | --- | ------------------ | -------------- | --------------------- | ---- | -------- |
| 1 |             | Асмэра: модернистский город Африки (араб. أسمرة: مدينة معاصرة في أفريقيا‎, англ. Asmara: a Modernist City of Africa) | Провинция: Маэкель | 1893—1941      | 2017                  | 1550 | ii, iv   |

## Предварительный список
В данном списке указаны объекты, предложенные правительством Эритреи в качестве кандидатов на занесение в список всемирного наследия.
| # | Изображение | Название                                                       | Местоположение   | Время создания | Год внесения в список | №      | Критерии |
| - | ----------- | -------------------------------------------------------------- | ---------------- | -------------- | --------------------- | ------ | -------- |
| 1 |             | Культурный ландшафт Кохайто (англ. Qoahito Cultural Landscape) | Провинция: Дэбуб | I тыс. н. э.   | 2011                  | № 5600 | iii, v   |